# Naresuan

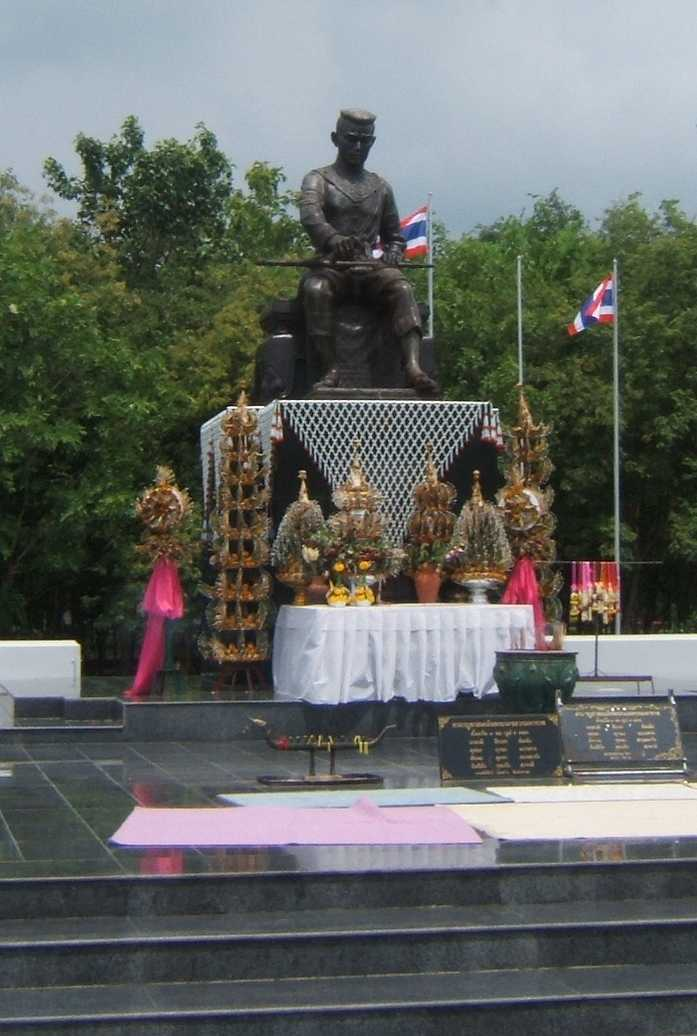
Monument voor Naresuan de Grote in Phitsanulok

Koning Naresuan de Grote (1555 - 25 april 1605, soms ook Naret of de Zwarte Prins genoemd, Thai สมเด็จพระนเรศวรมหาราช) was koning van Siam (hedendaags Thailand) van 1590 tot 1605. Gedurende zijn regering had Siam haar grootste territoriale omvang.

## Jeugd in Birma
Naresuan werd geboren in Phitsanulok en al jong gegijzeld door de Birmezen om de trouw van zijn vader Maha Tammaraja te verzekeren, die koning werd van het koninkrijk Ayutthaya nadat het bezet was door de Birmezen in 1569. Nadat hij negen jaar van zijn jeugd had doorgebracht in Pegu onder de bescherming van de Birmese koning, Burinnaung de Grote, werd Naresuan geruild met zijn zuster Prinses Suparntevi op 16-jarige leeftijd, en werd gouverneur van Phitsanulok. Hij was zeer getraind door de Birmese koning in krijgskunde, literatuur, militaire strategie, alsof hij zelf een Birmese prins was.

## Oorlog met Birma
In 1584 kwam het tot een oorlog met het Birmese leger. Naresuan vocht terug, en in 1586 bezette hij Lanna, een bufferstaat tussen beide koninkrijken.

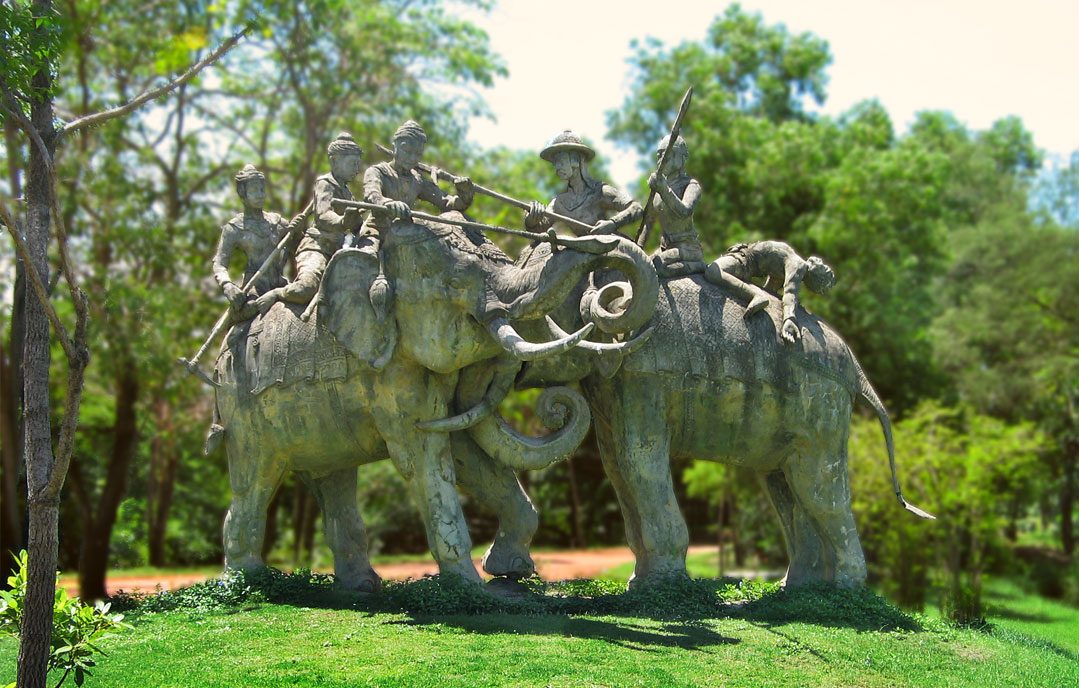
Naresuan in duel op olifant (monument)

## Koning Naresuan
In 1590 overleed zijn vader de koning, en Naresuan werd officieel leider van het koninkrijk. In 1591 begonnen de Birmezen een nieuwe aanval, die Naresuan afsloeg door in een persoonlijk duel op de rug van een olifant de Birmese kroonprins Minchit Sra te doden, nabij Nong Sarai (Suphanburi). Het jaar erop viel Naresuan zelf Tenasserim aan, het jaar daarna Cambodja.
In 1604 knoopte de VOC in de persoon van Cornelis Specx namens Nederland betrekkingen met Thailand aan.
Naresuan werd na zijn dood in 1605 opgevolgd door zijn broer Ekathotsarot.

## Nalatenschap
De Universiteit in Phitsanulok heet Naresuan-universiteit.
Ieder jaar in januari wordt in Phitsanulok gedurende een aantal dagen het Naresuan-festival gehouden.